# Solenopsis bruchiella
Solenopsis bruchiella é uma espécie de formiga do gênero Solenopsis, pertencente à subfamília Myrmicinae.